# Молоканово
Молока́ново (баш. Молоканово) — село в Куюргазинском районе Республики Башкортостан Российской Федерации. Входит в состав Ермолаевского сельсовета.

## География

### Географическое положение
Расстояние до:
- районного центра (Ермолаево): 17 км,
- центра сельсовета (Ермолаево): 17 км,
- ближайшей ж/д станции (Ермолаево): 17 км.

## История
До 19.11.2008 г. — центр Молокановского сельсовета.

## Население
| 2002 | 2009 | 2010 |
| ---- | ---- | ---- |
| 339  | ↗366 | ↘338 |

Национальный состав
Согласно переписи 2002 года, преобладающие национальности — русские (58 %), башкиры (34 %).